# Międzybór (województwo zachodniopomorskie)
Międzybór – osada w Polsce położona w województwie zachodniopomorskim, w powiecie choszczeńskim, w gminie Drawno, powstała 1 stycznia 2003. W roku 2007 osada liczyła 3 mieszkańców. Osada wchodzi w skład sołectwa Konotop.
Osada leży ok. 2 km na wschód od Konotopa, nad rzeką Słopicą, na obrzeżu Drawieńskiego Parku Narodowego.